# Бобринский, Георгий Александрович
Граф Гео́ргий Алекса́ндрович Бо́бринский (11 [23] июля 1863 — 7 марта 1928) — русский военный деятель, генерал-лейтенант (1910), генерал-адъютант (1915), генерал-губернатор Галицийского генерал-губернаторства (1914—1915).

## Ранняя карьера
Родился в семье Санкт-Петербургского гражданского губернатора графа Александра Алексеевича Бобринского. Брат Алексея Александровича Бобринского.
Обучался в подготовительном пансионе Николаевского кавалерийского училища, после чего сдал офицерский экзамен при 2-м военном Константиновском училище. 4 августа 1883 года произведён в корнеты с зачислением в лейб-гвардии Гусарский полк.
20 ноября 1886 года назначен адъютантом военного министра, находился в этой должности вплоть до начала Русско-японской войны.
После назначения военного министра Куропаткина командующим Маньчжурской армией, назначен 12 февраля 1904 года состоять при командующем. 26 ноября 1904 года произведён в генерал-майоры и 8 декабря 1904 года назначен генералом для особых поручений при главнокомандующем всеми сухопутными и морскими вооружёнными силами, действующими против Японии (Куропаткине).
После снятия Куропаткина с должности главнокомандующего и назначения его вновь командующим 1-й Маньчжурской армией, последовал за ним и 11 апреля 1905 года назначен состоять в распоряжении командующего 1-й Маньчжурской армией.
18 апреля 1905 года зачислен по военному министерству, а 26 мая 1910 года переведён в распоряжение военного министра.

## Во время Первой мировой войны
После начала Первой мировой войны, 23 августа 1914 года был направлен в Киев в распоряжение начальника снабжения армий Юго-Западного фронта в качестве «заведующего гражданской частью за границей», был соавтором «Временного положения про управление областями Австро-Венгрии, занятых по праву войны». 25 августа 1914 года на занятой российскими войсками части восточной Галиции было создано генерал-губернаторство, во главе которого поставили Бобринского. До 19 ноября 1914 года Бобринский был временно исполняющим обязанности генерал-губернатора, позже был утвержден в этой должности императорским указом. В своей программной речи Бобринский заявил: «Я буду учреждать здесь русский язык, закон и строй». В Галицийском генерал-губернаторстве проводил политику, направленную на скорейшую инкорпорацию Восточной Галиции в состав Российской империи. Подчинённые ему войска учинили массовые погромы. В июне 1915 года в связи с наступлением войск центральных держав, канцелярия генерал-губернаторства была эвакуирована в Киев. Бобринский возглавил комиссию по подготовке нового положения про управление оккупированными территориями. 17 марта 1916 года Галицийское генерал-губернаторство было упразднено, Бобринского направили в распоряжение главнокомандующего армиями Юго-Западного фронта.
В 1919 году Бобринский эмигрировал во Францию.
C 1922 года — вице-председатель Союза ревнителей памяти императора Николая II.
Умер в Париже.

## Военные чины и свитское звание
- В службу вступил (26.01.1882)[2]
- Корнет (04.08.1883)
- Поручик гвардии (30.08.1887)
- Штабс-ротмистр (30.08.1888)
- Ротмистр (21.04.1891)
- Полковник (06.12.1896)
- Генерал-майор (26.11.1896)
- Генерал-лейтенант (06.12.1910)
- Генерал-адъютант (09.04.1915)

## Награды
- орден Святого Станислава 3-й ст. (1889)[2][3]
- орден Святой Анны 3-й ст. (1892)
- орден Святого Станислава 2-й ст. (1895)
- орден Святой Анны 2-й ст. (1899)
- орден Святого Владимира 4-й ст. (1902)
- мечи и бант к ордену Святого Владимира 4-й ст. (1904)
- золотое оружие с надписью «За храбрость» (1906)
- орден Святого Владимира 3-й ст. (1909)
- орден Святого Станислава 1-й ст. (1912)
- орден Святой Анны 1-й ст. (1915)
- орден Святого Владимира 2-й ст. (1915)

Иностранные:
- орден Короны 3-й ст. (Пруссия, 1892)
- орден Благородной Бухары, серебряный 1-й ст. (Бухара, 1893)
- орден Карлоса III, командорский крест (Испания, 1895)
- Королевский Викторианский орден, командорский крест (Великобритания, 1896)
- орден Почётного легиона, офицерский крест (Франция, 1900)
- орден Благородной Бухары, золотой 2-й ст. (Бухара, 1902)
- орден Льва и Солнца 2-й ст. (Персия, 1903)
- орден Почётного легиона, командорский крест (Франция, 1907)

## Семья
Жена (с 7 января 1885 года)  — княжна Ольга Ивановна Трубецкая (5 (17) февраля 1863 — 14 июня 1940), дочь князя И. Ю. Трубецкого и сестра Г. И. Трубецкого. Венчались в церкви Св. князя Александра Невского при Императорском российском посольстве в Париже. В браке родились двое детей:
- Владимир (1887—1954).
- Ольга (1888—1972).